# Sara Beirão
Sarah de Vasconcelos Carvalho Beirão (Tábua, 30 de julio de 1880 - Tábua, 21 de mayo de 1974), más conocida como Sara Beirão, fue escritora, periodista, publicista, activista por los derechos de las mujeres y filántropa portuguesa, destacada en el panorama cultural y político de Portugal durante las décadas de 1930 y 1940. Realizó una obra diversa, en la que predomina la ficción dirigida a niños y jóvenes, con una amplia colaboración repartida por las revistas de Lisboa y Oporto. Fue distinguida como Oficial de la Orden Militar de Santiago de la Espada.

## Biografía
Nacida el 30 de julio de 1880 en Tábua, Sara Beirão era hija de Maria José da Costa Mathias, nacida en Sevilla, y de Francisco de Vasconcellos Carvalho Beirão, nacido en Casas Novas (São João de Areias), primo de Alfredo Nunes de Miranda, ambos republicanos.
Completó sus estudios académicos en Oporto e inició su carrera literaria a los 18 años en periódicos provinciales como O Tabuense, fundado por su padre, Beira Alta y la revista Humanidade. Empleaba para ello el seudónimo Álvaro de Vasconcelos.
En 1909 comenzó a involucrarse más activamente en la causa republicana, participando el 2 de mayo, junto a Teresa Henriques Gomes, en el primer mitin republicano celebrado en Tábua, seguido de la inauguración del Centro Republicano Tabuense, presidido por su padre. Ese mismo mes, en su lucha por la emancipación femenina, se incorporó a la Liga Portuguesa da Paz y a la Liga Republicana das Mulheres Portuguesas, impulsando la constitución del núcleo de Tábua, donde asumió la presidencia.
En 1910, se casó con António da Costa Carvalho Júnior.
En 1928, se trasladó a Lisboa y se incorporó al Grupo das Treze, que luchaba contra la ignorancia y las supersticiones, el dogmatismo y el conservadurismo religioso que existía en la sociedad portuguesa e impedía el sufragio femenino. También formó parte de la Liga Nacional por el Defensa de los Animales, donde ocupó el cargo de presidenta de la junta (1938), y del Consejo Nacional de Mujeres Portuguesas, encabezado por la doctora activista Adelaide Cabete, y de la que fue vicepresidenta (1931-1934, 1943-1945), presidenta de la junta (1935-1941), presidenta honoraria (1942) y directora de varias secciones, como la de Sufragio y Prensa.
Ese mismo año, participó en el Segundo Congreso Feminista y de Educación, organizado por el Consejo Nacional de Mujeres Portuguesas, donde presentó la tesis "La portuguesa en el comercio", destacando su importancia en la economía del país.
Además de su activismo en defensa de los derechos de las mujeres y la igualdad de género, en los siguientes años de su vida, Beirão se dedicó a la filantropía, enfocándose en diversas causas con vocación humanista, especialmente a favor de los más desfavorecidos, los niños y los ancianos. Fue la fundadora de la institución que dio origen a la primera Casa do Artista en Portugal. En los años 1970, se creó la Fundación Sarah Beirão y António Costa Carvalho con la intención de ser una casa de descanso y asistencia para artistas e intelectuales. Continúa existiendo como una institución de solidaridad social, con sede en una casa solariega del siglo XVIII, hogar de la abuelas de Sarah Beirão y su lugar de nacimiento. Además de la fundación, que ofrece servicios de asistencia domiciliaria, de guardería y de apoyo a domicilio, Sara Beirão fundó la Casa da Criança Sara Beirão y la residencia Sara Beirão, ambas en Travanca de Lagos, Oliveira do Hospital.
En literatura, escribió principalmente ficción, tanto para adultos, obras como Serões da Beira, Escenas portuguesas, Amores no Campo y Fidalgos da Tôrre, como para niños, Raúl y Manuel vai corre por el mundo.
Colaboró en varios periódicos y revistas como O Primeiro de Janeiro, O Comércio do Porto, Diário de Notícias, Diário de Lisboa, A Madrugada, Alma Feminina, Boletín del Ayuntamiento de Lisboa, Diário de Coimbra, Eva, O Figueirense, Ilustración, Jornal da Mulher, Jornal de Notícias, Modas & Bordados, Portugal Feminine, O Século, O Século Ilustrado, Serões, Vértice, e incluso en los periódicos brasileños Diário Português y Vida Carioca .
Murió en Tábua, el 21 de mayo de 1974, a los noventa y tres años.

## Reconocimientos
Fue incluida en la toponimia de Vila de Tábua, donde se encuentra el Jardín Sara Beirão, y en otras localidades como Sobreda da Caparica, Oeiras y Seixal. Además, en Tábua hay una Casa-Museo de Sara Beirão.
El 27 de octubre de 1948 fue nombrada Oficial de la Orden Militar de Santiago de la Espada.

## Obra
- Serões da Beira (1929);
- Cenas Portuguesas (1930);
- Amores no Campo (1931);
- Raul (1934);
- Os Fidalgos da Torre (1936);
- O Solar da Boa Vista (1937)
- Clara (1939)
- Sozinha (1940);
- Surpresa Bendita (1941);
- Alvorada (1943);
- Prometida (1944);
- Triunfo (década de 50);
- Manuel Vai Correr Mundo (década de 50);
- Um Divórcio (1950);
- Destinos (1955);
- A Luta (1972).